# Apoeydoumpo
Apoeydoumpo est une petite ville du Togo située dans la Préfecture de Bassar, dans la région de la Kara.

## Géographie
Apoeydoumpo est situé à environ 48 km de Kara,

## Vie économique
- Marché paysan tous les vendredis
- Atelier de poterie

## Lieux publics
- École primaire